# Piétin-échaudage

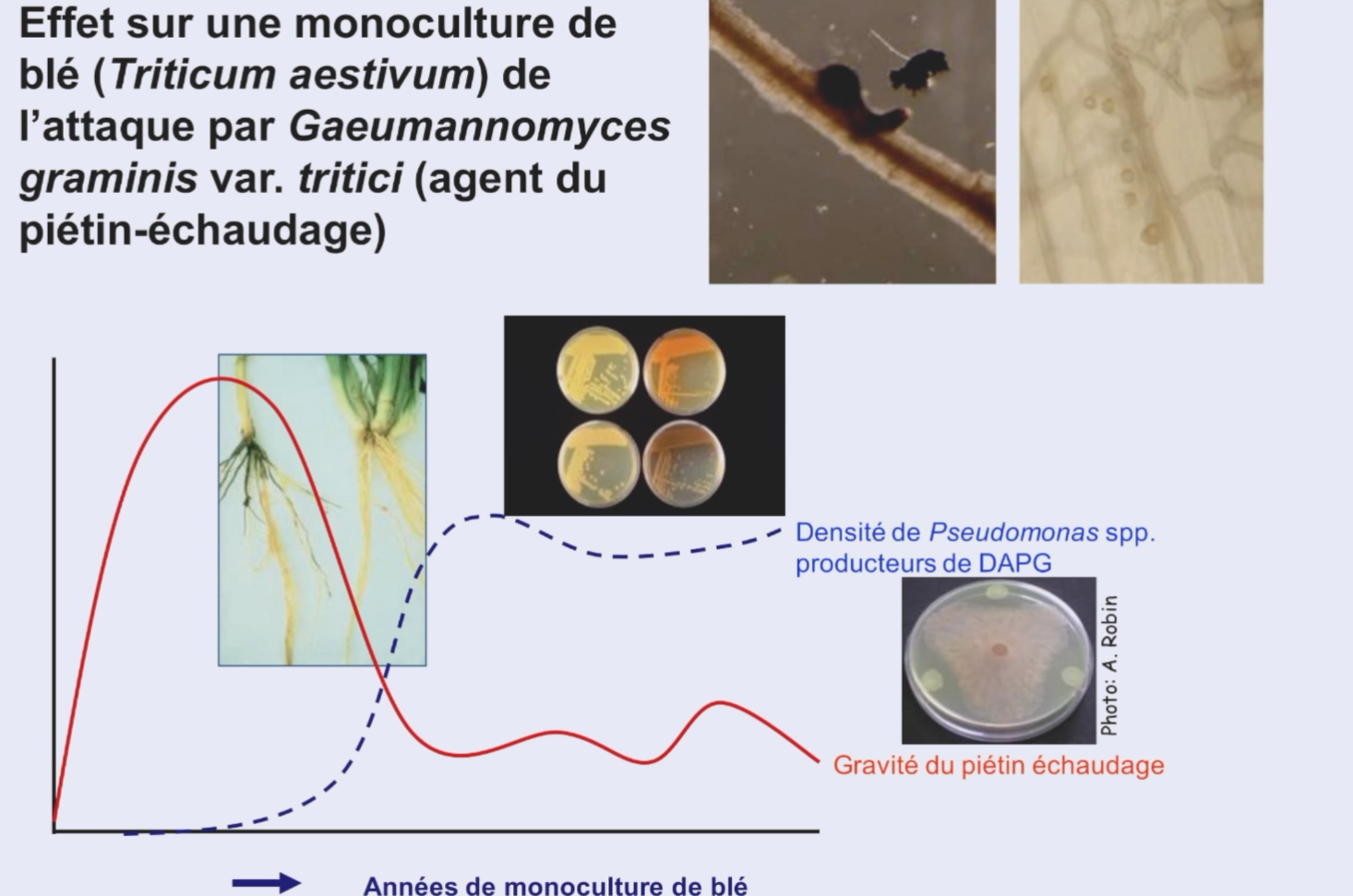
L'exemple du piétin-échaudage illustre la suppressivité des sols, attribuée à la présence de bactéries du sol du sous-groupe Pseudomonas fluorescens, rhizobactéries favorisant la croissance des plantes et qui produisent un antibiotique fongique (le DAGP) permettant de réguler le piétin-échaudage du blé causé par le champignon Gaeumannomyces graminis.

Le piétin-échaudage est une maladie du pied que l'on rencontre sur blé, orge, seigle et diverses graminées. 

## Symptômes
Les racines et la base des tiges sont noires. Les épis blanchissent, avant maturité.